# Nemacheilus olivaceus
Nemacheilus olivaceus es una especie de peces de la familia Balitoridae en el orden de los Cypriniformes.

## Morfología
• Los machos pueden llegar alcanzar los 6,7 cm de longitud total.

## Distribución geográfica
Se encuentra en Malasia (Sabah), Indonesia y Brunéi.

## Hábitat
Es un pez de agua dulce.